# 烏克蘭在俄羅斯占領區的反抗運動
2022年俄罗斯入侵乌克兰期间，俄罗斯占领了乌克兰的部分领土。頓涅茨克和卢甘斯克兩州的部分地区以及克里米亚更是自2014年以来已被俄罗斯占领。乌克兰人从2021年夏天开始组织游击队团体。入侵开始后，这些組織在俄罗斯占领的领土上迅速活跃起来，其中包括赫尔松和梅利托波尔等城市。

## 抵抗运动

### 赫爾松州
3月20日，两名身份不明的袭击者在萨尔多的家門外的車裡开枪殺了他的助手。 
4月20日，一位亲俄的網誌作者在赫尔松被枪杀於車裡。 
4月21日，报道说，被占领的赫尔松的游击队在该市的一根杆子上留下了一条带有信息的横幅，信息如下：“俄罗斯占领者和所有支持他们政权的人：我们很接近！我们已经在赫尔松工作了！死亡等待着你们！赫尔松是乌克兰！” . 
4月26日，尼古拉耶夫州州长維塔利·金表示，俄罗斯军队已经在赫尔松州抵抗了两个月，乌克兰的游击队在该地区杀死了至少80名俄軍的军人。 
4月28日， 第24台报道说，被占领的新卡霍夫卡的游击队在该市的一根杆子上留下了一条带有信息的横幅，信息如下：“俄罗斯占领者：知道！卡霍夫卡是乌克兰！我们已臨近！我们的人已经在这里工作了！死亡等待着你們！卡霍夫卡是乌克兰！”
5月13日，乌克兰国防部部长列茲尼科夫谈到了自入侵开始以来俄罗斯军队在乌克兰所经历的失败和困难。他还谈到了赫尔松、梅利托波尔等地的游击队，称他们是“共同胜利的重要贡献”。
6月18日，一个爆炸装置在赫尔松州刑院负责人索博列夫的汽车中爆炸。据塔斯社报道，他在爆炸中幸存下来并被送往医院。
6月20日，三名俄罗斯士兵在赫尔松的一家海滨咖啡馆内，一名枪手向他们开火。据乌克兰南方司令部称，其中两名士兵被杀，幸存的士兵住院。
6月24日，在被占领的赫尔松，俄罗斯任命的官员萨夫卢琴被一枚据称是乌克兰的游击队放置的汽车炸弹而炸死。
7月7日，叛逃到俄罗斯方面的警官在新卡霍夫卡的车辆中被枪杀。
7月27日，在被占领的赫尔松，一枚简易爆炸物炸毁了一辆载有两名叛逃警察的汽车，两人均受重伤，其中一人后来因伤势过重而死亡。
7月28日， 《每日电讯报》报道，在赫尔松有海报开始出现，而信息是：“不能离开？ 多管火箭系统会帮助你”。
8月6日，俄罗斯在新卡霍夫卡政府的副局长古鲁在家中被枪杀。
8月28日，据乌克兰当局称， 俄佔赫尔松州政府的副首脑科瓦列夫在家中被枪杀。
12月12日，俄佔赫爾松的一名高官在斯卡多夫斯克駕駛途中受汽车炸弹襲擊，該官受重傷，而他的司機更因此喪命。
12月22日，俄佔赫爾松裡卡霍夫卡區的佔領首腦同樣在卡霍夫卡遇到汽车炸弹襲擊，他與他的司機都因傷勢過重而離世。

### 扎波羅熱州
4月21日，俄罗斯占领的梅利托波爾市市长伊万·费多罗夫在接受电视采访时表示，根据乌克兰情报，乌克兰游击队在该市杀死了至少 100 名俄罗斯士兵，主要是俄罗斯警察巡逻队，亦主要是通过夜间伏击。费多罗夫还声称，俄罗斯军队正在努力与这些游击队打交道，因为梅利托波尔的大多数人口都反对俄罗斯的存在。 
4月28日，报道稱游击队在梅利托波爾炸毁了一條铁路桥。
4月30日，聲稱是别爾江斯克游击队的成员在Telegram上发布了一段视频，呼吁俄罗斯军队离开别尔江斯克。他们宣布他们正在组织他们的部队，而他们已“准备好走出阴影”。该组织的帐户在入侵期间被用于收集和展示俄罗斯在该市犯罪的证据以及与俄罗斯军队在别爾江斯克合作的信息。
5月22日，在被占领的埃內爾霍達爾 ，乌克兰的游击队在俄罗斯任命的市长所在的住宅楼前引爆了一枚炸药。 他和他的保镖受了不同程度的伤害，最终並被送进了重症监护室。他首先被送往 埃內爾霍達爾的一家医院，然后又被送往梅利托波爾的另一家医院。
据报道，5月下旬至6月初，乌克兰北部泽尔诺沃边境检查站的6名俄罗斯警卫遭到乌克兰的游击队袭击而丧生。两天后，一枚炸弹在梅利托波尔市裡俄羅斯任命的市长巴利茨基的办公室附近爆炸。
7月24日，梅利托波尔的游击队在夜间袭击了铁路基础设施，对一段铁路造成了中等程度的破坏。据梅利托波尔的烏克蘭市长費多羅夫称，据报道，在梅利托波尔机场附近听到了爆炸声。
8月15日，梅利托波尔市长报告说，游击队炸毁了该市附近俄軍使用的铁路桥。
8月24日，俄罗斯在扎波羅熱州的米哈伊利夫卡裡任命的行政当局负责人在一次汽车爆炸中受伤，他被送往医院后因伤势过重死亡。
9月6日，俄罗斯任命的一位別爾江斯克官员乘坐汽车時其汽車被炸毁，其本人身受重伤。俄方报告说，他失去了双腿，医生正在医院“为他的生命而战”。
10月31日，有一名於貝爾江斯克的佔領官員的房子被游擊隊炸破，導致該官受到重傷。
11月15日，據梅利托波爾的民選市長費多羅夫稱，當地一名親俄的合作者的住所受到炸擊，因此受了重傷。

### 頓巴斯
7月26日，烏克蘭廣場傳媒报道说，马里乌波尔的卫星工厂遭到游击队袭击，“已经燃烧了十天”。
据卢甘斯克州军民局局长盖达伊称，7月29日，卢甘斯克州的游击队在夜间烧毁了一个配电箱，该配电箱控制着斯瓦托韋附近的铁路红绿灯、路口和道口。同样在7月29日，马里乌波尔市长顾问报告说，游击队在该市附近放火焚烧粮田，以使俄罗斯军队无法窃取和出口粮食。
9月10日，谢尔盖·盖达伊表示，克雷明纳部分地區被烏克蘭游擊隊收復。
11月4日，跟據頓涅茨克人民共和國的元首傑尼斯·普希林聲稱，有一名於該地所謂最高法院的法官，在武赫莱希尔斯克中槍而受重傷。

### 其他地域
据塔斯社报道，7月11日，俄罗斯在大布爾盧克任命的行政长官尤纳科夫被一枚汽车炸弹炸死。